# Estisch voetbalelftal in 2013
Het Estisch voetbalelftal speelde in totaal dertien interlands in het jaar 2013, waaronder zes wedstrijden in de kwalificatiereeks voor de WK-eindronde 2014 in Brazilië. De ploeg stond voor het zesde jaar op rij onder leiding van bondscoach Tarmo Rüütli. Op de FIFA-wereldranglijst zakte Estland in 2013 van de 83ste (januari 2013) naar de 94ste plaats (december 2013).

## Balans
| Wedstrijden | Wedstrijden | Wedstrijden | Wedstrijden | Doelpunten | Doelpunten | Doelpunten | Punten |
| Gespeeld    | Winst       | Gelijk      | Verlies     | Voor       | Tegen      | Saldo      | Punten |
| ----------- | ----------- | ----------- | ----------- | ---------- | ---------- | ---------- | ------ |
| 13          | 4           | 3           | 6           | 13         | 20         | –7         | 0.846  |

## Interlands
|                                                                 |                     |       |         |                                                                                       |
| 6 februari Vriendschappelijk № 377 «onderlinge duels» 20:45 uur | Schotland           | 1 – 0 | Estland | Pittodrie Stadium, Aberdeen Toeschouwers: 16.102 Scheidsrechter: Clément Turpin (FRA) |
| 6 februari Vriendschappelijk № 377 «onderlinge duels» 20:45 uur | Charlie Mulgrew 39' |       |         | Pittodrie Stadium, Aberdeen Toeschouwers: 16.102 Scheidsrechter: Clément Turpin (FRA) |

|                                                                     |                                                                 |       |         |                                                                                      |
| 22 maart WK-kwalificatie Groep D № 378 «onderlinge duels» 20:30 uur | Nederland                                                       | 3 – 0 | Estland | Amsterdam Arena, Amsterdam Toeschouwers: 49.000 Scheidsrechter: Vitali Mesjkov (MKD) |
| 22 maart WK-kwalificatie Groep D № 378 «onderlinge duels» 20:30 uur | Rafael van der Vaart 47' Robin van Persie 72' Ruben Schaken 84' |       |         | Amsterdam Arena, Amsterdam Toeschouwers: 49.000 Scheidsrechter: Vitali Mesjkov (MKD) |

|                                                                     |                                     |       |         |                                                                                |
| 26 maart WK-kwalificatie Groep D № 379 «onderlinge duels» 18:00 uur | Estland                             | 2 – 0 | Andorra | A. Le Coq Arena, Tallinn Toeschouwers: 5.237 Scheidsrechter: Ján Valášek (SVK) |
| 26 maart WK-kwalificatie Groep D № 379 «onderlinge duels» 18:00 uur | Henri Anier 45+1' Joel Lindpere 61' |       |         | A. Le Coq Arena, Tallinn Toeschouwers: 5.237 Scheidsrechter: Ján Valášek (SVK) |

|                                                             |         |                                       |             |                                                                                 |
| 3 juni Vriendschappelijk № 380 «onderlinge duels» 20:00 uur | Estland | 0 – 2                                 | Wit-Rusland | A. Le Coq Arena, Tallinn Toeschouwers: 3.192 Scheidsrechter: Jakob Kehlet (DEN) |
| 3 juni Vriendschappelijk № 380 «onderlinge duels» 20:00 uur |         | 32' Anton Putsila 80' Vital Radyyonaw |             | A. Le Coq Arena, Tallinn Toeschouwers: 3.192 Scheidsrechter: Jakob Kehlet (DEN) |

|                                                   |                 |       |                |                                                                                |
| 7 juni Vriendschappelijk № 382 «onderlinge duels» | Estland         | 1 – 0 | Trinidad en T. | A. Le Coq Arena, Tallinn Toeschouwers: 3.014 Scheidsrechter: Mark Whitby (WAL) |
| 7 juni Vriendschappelijk № 382 «onderlinge duels» | Henri Anier 13' |       |                | A. Le Coq Arena, Tallinn Toeschouwers: 3.014 Scheidsrechter: Mark Whitby (WAL) |

|                                                              |                   |       |                      |                                                                                       |
| 11 juni Vriendschappelijk № 383 «onderlinge duels» 20:00 uur | Estland           | 1 – 1 | Kirgizië             | A. Le Coq Arena, Tallinn Toeschouwers: 3.134 Scheidsrechter: Siarhei Tsynkevich (BLR) |
| 11 juni Vriendschappelijk № 383 «onderlinge duels» 20:00 uur | Sander Puri 45+2' |       | 66' Vadim Kharchenko | A. Le Coq Arena, Tallinn Toeschouwers: 3.134 Scheidsrechter: Siarhei Tsynkevich (BLR) |

|                                                                  |                    |       |                    |                                                                                    |
| 14 augustus Vriendschappelijk № 384 «onderlinge duels» 18:00 uur | Estland            | 1 – 1 | Letland            | A. Le Coq Arena, Tallinn Toeschouwers: 5.686 Scheidsrechter: Michael Lerjéus (SWE) |
| 14 augustus Vriendschappelijk № 384 «onderlinge duels» 18:00 uur | Dmitri Kruglov 68' |       | 73' Artūrs Zjuzins | A. Le Coq Arena, Tallinn Toeschouwers: 5.686 Scheidsrechter: Michael Lerjéus (SWE) |

|                                                                        |                                                   |       |                                               |                                                                                   |
| 6 september WK-kwalificatie Groep D № 385 «onderlinge duels» 20:30 uur | Estland                                           | 2 – 2 | Nederland                                     | A. Le Coq Arena, Tallinn Toeschouwers: 10.210 Scheidsrechter: Sergiej Bojko (UKR) |
| 6 september WK-kwalificatie Groep D № 385 «onderlinge duels» 20:30 uur | Konstantin Vassiljev 18' Konstantin Vassiljev 57' |       | 2' Arjen Robben 90+4' (pen.) Robin van Persie | A. Le Coq Arena, Tallinn Toeschouwers: 10.210 Scheidsrechter: Sergiej Bojko (UKR) |

|                                                                         |                                                                                                |       |                |                                                                                              |
| 10 september WK-kwalificatie Groep D № 386 «onderlinge duels» 20:30 uur | Hongarije                                                                                      | 5 – 1 | Estland        | Ferenc Puskásstadion, Boedapest Toeschouwers: 15.000 Scheidsrechter: Aleksej Koelbakov (BLR) |
| 10 september WK-kwalificatie Groep D № 386 «onderlinge duels» 20:30 uur | Ragnar Klavan e.d.' Tamás Hajnal 21' Dániel Böde 41' Krisztián Németh 69' Balázs Dzsudzsák 85' |       | 48' Tarmo Kink | Ferenc Puskásstadion, Boedapest Toeschouwers: 15.000 Scheidsrechter: Aleksej Koelbakov (BLR) |

|                                                                       |         |                                 |         |                                                                                   |
| 11 oktober WK-kwalificatie Groep D № 387 «onderlinge duels» 20:30 uur | Estland | 0 – 2                           | Turkije | A. Le Coq Arena, Tallinn Toeschouwers: 8.572 Scheidsrechter: Nicola Rizzoli (ITA) |
| 11 oktober WK-kwalificatie Groep D № 387 «onderlinge duels» 20:30 uur |         | 22' Umut Bulut 47' Burak Yılmaz |         | A. Le Coq Arena, Tallinn Toeschouwers: 8.572 Scheidsrechter: Nicola Rizzoli (ITA) |

|                                                                       |                                              |       |         |                                                                                        |
| 15 oktober WK-kwalificatie Groep D № 388 «onderlinge duels» 20:00 uur | Roemenië                                     | 2 – 0 | Estland | Arena Națională, Boekarest Toeschouwers: 18.852 Scheidsrechter: Marijo Strahonja (CRO) |
| 15 oktober WK-kwalificatie Groep D № 388 «onderlinge duels» 20:00 uur | Ciprian Marica 30' (pen.) Ciprian Marica 81' |       |         | Arena Națională, Boekarest Toeschouwers: 18.852 Scheidsrechter: Marijo Strahonja (CRO) |

|                                                                  |                                     |       |                 |                                                                                      |
| 15 november Vriendschappelijk № 389 «onderlinge duels» 19:45 uur | Estland                             | 2 – 1 | Azerbeidzjan    | A. Le Coq Arena, Tallinn Toeschouwers: 2.413 Scheidsrechter: Aleksej Nikolajev (RUS) |
| 15 november Vriendschappelijk № 389 «onderlinge duels» 19:45 uur | Sergei Zenjov 54' Joel Lindpere 66' |       | 44' Rauf Əliyev | A. Le Coq Arena, Tallinn Toeschouwers: 2.413 Scheidsrechter: Aleksej Nikolajev (RUS) |

|                                                                  |               |                                                     |         |                                                                              |
| 19 november Vriendschappelijk № 390 «onderlinge duels» 19:00 uur | Liechtenstein | 0 – 3                                               | Estland | Rheinparkstadion, Vaduz Toeschouwers: 684 Scheidsrechter: Chris Reisch (LUX) |
| 19 november Vriendschappelijk № 390 «onderlinge duels» 19:00 uur |               | 45+1' Sergei Zenjov 61' Henri Anier 63' Henri Anier |         | Rheinparkstadion, Vaduz Toeschouwers: 684 Scheidsrechter: Chris Reisch (LUX) |

## FIFA-wereldranglijst
| JAN | FEB | MAR | APR | MEI | JUN | JUL | AUG | SEP | OKT | NOV | DEC |
| --- | --- | --- | --- | --- | --- | --- | --- | --- | --- | --- | --- |
| 83  | 82  | 89  | 93  | 92  | 89  | 86  | 85  | 88  | 99  | 96  | 94  |

## Hõbepall
Sinds 1995 reiken Estische voetbaljournalisten, verenigd in de Eesti Jalgpalliajakirjanike Klubi, jaarlijks een prijs uit aan een speler van de nationale ploeg die het mooiste doelpunt maakt. In 2013 ging de Zilveren Bal (Hõbepall) voor het derde jaar op rij naar middenvelder Konstantin Vassiljev voor zijn treffer in de 57ste minuut (2-1) in het thuisduel tegen Nederland (2-2), gemaakt op 6 september.

## Statistieken
| Sergei Pareiko         | 1977-01-31 | Volga Nizjni Novgorod | 11 | 0 | 0 | 53  | 0  |
| Artur Kotenko          | 1981-08-20 | Dnyapro Mahilyow      | 1  | 0 | 0 | 27  | 0  |
| Pavel Londak           | 1980-05-14 | FK Bodø/Glimt         | 1  | 0 | 0 | 24  | 0  |
| Mihkel Aksalu          | 1984-11-07 | SJK Seinäjoki         | 0  | 1 | 0 | 11  | 0  |
| Verdediging            |            |                       |    |   |   |     |    |
| Enar Jääger            | 1984-11-18 | Lierse SK             | 10 | 0 | 0 | 101 | 0  |
| Taijo Teniste          | 1988-01-31 | Sogndal Fotball       | 9  | 1 | 0 | 27  | 0  |
| Ragnar Klavan          | 1985-10-30 | FC Augsburg           | 7  | 0 | 0 | 91  | 2  |
| Dmitri Kruglov         | 1984-05-24 | Levadia Tallinn       | 6  | 4 | 1 | 91  | 2  |
| Igor Morozov           | 1989-05-27 | Debreceni VSC         | 6  | 0 | 0 | 23  | 0  |
| Mikk Reintam           | 1990-05-22 | JJK Jyväskylä         | 5  | 3 | 0 | 10  | 0  |
| Raio Piiroja           | 1979-07-11 | Chengdu Blades        | 4  | 0 | 0 | 113 | 9  |
| Taavi Rähn             | 1981-05-16 | FF Jaro Pietarsaari   | 2  | 0 | 0 | 74  | 0  |
| Tihhon Šišov           | 1983-02-11 | JK Nõmme Kalju        | 1  | 1 | 0 | 42  | 0  |
| Artjom Artjunin        | 1990-01-24 | Levadia Tallinn       | 1  | 0 | 0 | 1   | 0  |
| Ken Kallaste           | 1988-08-31 | JK Nõmme Kalju        | 1  | 0 | 0 | 2   | 0  |
| Karol Mets             | 1993-05-16 | Flora Tallinn         | 1  | 0 | 0 | 1   | 0  |
| Alo Bärengrub          | 1984-02-12 | JK Nõmme Kalju        | 0  | 2 | 0 | 42  | 0  |
| Andrei Sidorenkov      | 1984-02-12 | FC Homel              | 0  | 2 | 0 | 23  | 0  |
| Middenveld             |            |                       |    |   |   |     |    |
| Konstantin Vassiljev   | 1984-08-16 | Amkar Perm            | 9  | 0 | 2 | 68  | 19 |
| Aleksandr Dmitrijev    | 1982-02-18 | Levadia Tallinn       | 8  | 1 | 0 | 86  | 0  |
| Martin Vunk            | 1984-08-21 | Panachaiki GE         | 6  | 3 | 0 | 61  | 1  |
| Sander Puri            | 1988-05-07 | York City             | 5  | 2 | 1 | 55  | 3  |
| Sergei Mošnikov        | 1988-01-07 | Górnik Zabrze         | 4  | 3 | 0 | 19  | 0  |
| Joel Lindpere          | 1981-10-05 | Chicago Fire          | 3  | 5 | 2 | 92  | 7  |
| Gert Kams              | 1985-05-25 | SJK Seinäjoki         | 2  | 4 | 0 | 31  | 1  |
| Ats Purje              | 1985-08-03 | KuPS Kuopio           | 2  | 1 | 0 | 45  | 4  |
| Aanval                 |            |                       |    |   |   |     |    |
| Tarmo Kink             | 1985-10-06 | Győri ETO FC          | 8  | 3 | 1 | 81  | 6  |
| Henri Anier            | 1990-12-17 | Motherwell FC         | 7  | 2 | 4 | 13  | 5  |
| Sergei Zenjov          | 1989-04-20 | Karpaty Lviv          | 6  | 5 | 2 | 32  | 7  |
| Henrik Ojamaa          | 1991-05-20 | Legia Warschau        | 5  | 3 | 0 | 16  | 0  |
| Siim Luts              | 1989-03-12 | IFK Norrköping        | 4  | 3 | 0 | 15  | 0  |
| Jarmo Ahjupera         | 1984-04-13 | Újpest FC             | 3  | 1 | 0 | 22  | 1  |
| Rimo Hunt              | 1985-11-05 | Levadia Tallinn       | 2  | 2 | 0 | 4   | 0  |
| Andres Oper            | 1977-11-07 | NS Famagusta          | 2  | 1 | 0 | 134 | 38 |
| Oliver Konsa           | 1985-03-04 | JK Nõmme Kalju        | 3  | 0 | 0 | 20  | 0  |
| Kristen Viikmäe        | 1979-02-10 | FC Haiba              | 1  | 0 | 0 | 116 | 15 |
| Vladimir Voskoboinikov | 1983-02-02 | JK Nõmme Kalju        | 0  | 3 | 0 | 36  | 4  |